# 도마이촌 (이와테현)
도마이촌(斗米村)은 이와테현 니노헤군에 설치되었던 촌이다. 현재의 니노헤시에 해당한다.